# Jules Baretta

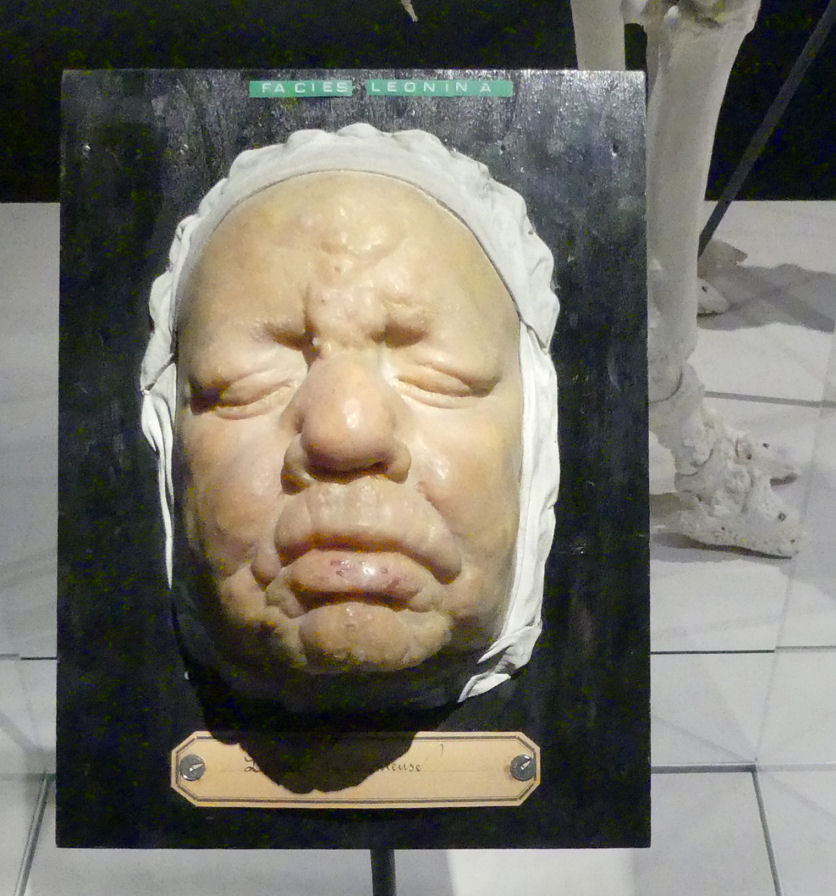
Moulage réalisé par Jules Baretta et conservé au musée de l'université de Gand.

Jules Pierre François Baretta, né en 1834 à Ixelles et mort à Paris en 1923, est un mouleur de cire, connu pour ses modèles anatomiques et dermatologiques de maladies,.
Il est le frère de Louis Baretta.
Il fut enterré en Pere Lachaise, Paris.